# Cecilia von der Esch
Helga Cecilia "Cissi" von der Esch, född Fors (känd under stavningen Forss) den 12 juni 1985 i Falun, är en svensk skådespelare och komiker. Hon fick sitt genombrott i långfilmen I rymden finns inga känslor och som Cindy i Icas reklamfilmer.

## Biografi
Som 9-åring medverkade von der Esch i ett inslag i tv-programmet Trafikmagasinet. Hon intresserade sig tidigt för skådespeleri, men filmdebuten dröjde tills hon fick en liten roll i Maria Bloms Masjävlar 2004. Cecilia Forss spelade tillsammans med Nour El Refai in det svenska  dolda kameran-liknande humorprogrammet Raj raj, som sändes på TV 4.
Tidigare har hon samarbetat med El-Refai i TV3:s humorprogram Hus i helvete där hon även spelade med Björn Gustafsson, Johan Matton och Peter Settman. Hon har även tillsammans med El-Refai och Maud Lindström skrivit och framfört föreställningen Almost Like Boys på Riksteatern 2008, en egenproducerad humorshow om könsroller. Hon har även medverkat i Henrik Schyfferts humorprogram, Sverige pussas och kramas i Kanal 5. Under sommaren 2008 turnerade Forss och El Refai tillsammans med trubaduren Maud Lindström och Lars Winnerbäck. Hon var också med i TV-serien Ballar av stål.
Hösten 2008 deltog hon i TV-programmet Hål i väggen tillsammans med Nour El Refai och Grete Havnesköld. Våren 2009 medverkade hon med ett flertal rollfigurer i P3:s humorserie Kungen kommer till Rissne tillsammans med Alexander Salzberger och Mathias Olsson. Hösten 2009 var hon programledare tillsammans med Martin Soneby i tv-programmet Silent Library på Kanal 5. Hösten 2008 blev hon känd som Cindy i Icas reklamfilmer, som hon fortsatte med fram till 2014. 2010 spelade hon rollfiguren Jennifer i långfilmen I rymden finns inga känslor i regi av Andreas Öhman, en roll för vilken hon nominerades till en Guldbagge för bästa biroll. Novellfilmsversionen av filmen sändes på SVT 2010. I augusti 2011 var hon sommarpratare i Sommar i P1, där hon avslöjade hur hon som 13-åring blev antastad av en 40-årig skådespelare på en sommarteater där hon medverkade.
Cecilia Forss var bisittare till programledaren Pär Lernström i Idol 2011. Sedan 2012 är hon goodwill-ambassadör för Barncancerfonden.
Hösten 2013 medverkade hon i pjäsen De 39 stegen på Intiman i Stockholm. Forss tillhör även Uppsala Stadsteaters ensemble.
Hon deltog i dansprogrammet Let's Dance 2022 som sändes på TV4.

### Privatliv
Cecilia Forss är dotter till museichefen Tommy Forss, vars död hon talade om i sitt sommarprogram 2011. Sedan 2020 är Forss gift med juristen Fredrik von der Esch (född 1979). I februari 2019 fick de sitt första barn och i november 2020 sitt andra, båda två flickor. Drottning Silvia är fadder till Fredrik von der Esch, som i sin tur är fadder till prinsessan Ines.

## Filmografi
| Titel                                 | År   | Roll                  | Noteringar                                       |
| ------------------------------------- | ---- | --------------------- | ------------------------------------------------ |
| Masjävlar                             | 2004 | Helena                |                                                  |
| Flickan & vargen                      | 2008 | flickan               | Kortfilm                                         |
| I rymden finns inga känslor (TV)      | 2010 | Jennifer              | Novellfilm                                       |
| I Anneli (TV)                         | 2010 | Rebecka               |                                                  |
| I rymden finns inga känslor           | 2010 | Jennifer              | Nominerad – Guldbagge för bästa kvinnliga biroll |
| Hur många lingon finns det i världen? | 2011 | Lisa                  |                                                  |
| Stockholm-Båstad (TV)                 | 2011 | Camilla               | Avsnitt 1                                        |
| Anno 1790 (TV)                        | 2011 | Cajsa Stina Berg      |                                                  |
| Den sista dokusåpan (TV)              | 2012 | Sofie Darnell         |                                                  |
| Gustafsson 3 tr (TV)                  | 2012 |                       |                                                  |
| Solsidan (TV)                         | 2012 | sig själv             | Säsong 3, avsnitt 4                              |
| Familjen Holstein-Gottorp (TV)        | 2013 | Lovisa                |                                                  |
| Medicinen                             | 2014 | Trude                 |                                                  |
| Black widows (TV)                     | 2016 | Rebecka Axelson       |                                                  |
| Storm på Lugna gatan (TV)             | 2018 | Sanna                 |                                                  |
| Playa del Sol (TV)                    | 2019 | Louise                |                                                  |
| Ring mamma!                           | 2019 | kvinnlig terapeut     |                                                  |
| Fullt Hus (TV)                        | 2020 | syster                |                                                  |
| Lustig-Gök                            | 2023 | mamma                 |                                                  |
| Whiskey on the Rocks (TV)             | 2024 | Monika Björk          | Avsnitt 1 och Avsnitt 4                          |
| Åremorden (TV)                        | 2025 | Ida Lindskog          | Säsong 1                                         |
| The Ugly Stepsister                   | 2025 | Sophie von Kronenberg |                                                  |

## Teater

### Roller (ej komplett)
| År   | Roll        | Produktion                                 | Regi                 | Teater                 |
| ---- | ----------- | ------------------------------------------ | -------------------- | ---------------------- |
| 2013 | Matilda     | Älskling, jag är visst gift Derek Benfield | Christoffer Bendixen | Krusenstiernska gården |
| 2013 | Medverkande | De 39 stegen Patrick Barlow                | Emma Bucht           | Intiman                |
| 2022 | Ebba Pihl   | Sviten Denise Rudberg och Mikaela Bley     | Lisa Ohlin           | Intiman                |